# Dean Kondziolka
Dean Kondziolka (14 de abril de 1972) es un deportista canadiense que compitió en natación. Ganó dos medallas de bronce en el Campeonato Pan-Pacífico de Natación de 1993, en las pruebas de 50 m libre y 4 × 100 m libre.

## Palmarés internacional
| Campeonato Pan-Pacífico | Campeonato Pan-Pacífico | Campeonato Pan-Pacífico | Campeonato Pan-Pacífico |
| Año                     | Lugar                   | Medalla                 | Prueba                  |
| ----------------------- | ----------------------- | ----------------------- | ----------------------- |
| 1993                    | Kobe (Japón)            | Medalla de bronce       | 50 m libre              |
| 1993                    | Kobe (Japón)            | Medalla de bronce       | 4 × 100 m libre         |